# Michela Catena (calciatrice)
Michela Catena (Ancona, 17 dicembre 1999) è una calciatrice italiana, centrocampista della Fiorentina e della nazionale italiana.

## Carriera

### Club
Michela Catena si appassiona al gioco del calcio fin da giovanissima, decidendo di tesserarsi con l'Osimana, società dilettantistica di Osimo, dove inizia l'attività agonistica nelle sue formazioni giovanili miste, giocando con i maschi e passando dalla squadra pulcini fino agli esordienti.
Superata come da regolamento federale l'età massima per giocare con i maschi, Catena coglie l'opportunità offertale dalla E.D.P. Jesina per continuare l'attività in una formazione interamente femminile dalla stagione 2013-2014. Inserita inizialmente in rosa con la formazione impegnata nel Campionato Primavera, grazie alle sue prestazioni viene chiamata anche in prima squadra dove fa il suo esordio in Serie B il 23 febbraio 2014, alla 20ª giornata di campionato, nell'incontro vinto per 4-2 sulle avversarie del Net.Uno Venezia Lido, realizzando in quell'occasione anche la sua prima rete quella che al 70' sposta il risultato sul parziale di 3-1.
Dalla stagione seguente è stabilmente in rosa con la squadra titolare e, nonostante un brutto infortunio che la terrà lontana dai campi di gioco per qualche mese festeggia assieme alle compagne il primo posto del girone B di Serie B 2015-2016, chiuso con 8 punti di vantaggio sull'inseguitrice Pro San Bonifacio, e la conseguente storica promozione in Serie A.
La stagione entrante si rivela ostica, con la squadra incapace di uscire dalla parte bassa della classifica e che, classificatasi al dodicesimo e ultimo posto a fine campionato, non riesce a evitare la retrocessione. Catena gioca 17 delle 22 partite di campionato, andando a segno per la prima volta in Serie A il 29 ottobre 2016, nella partita persa 5-2 con il Mozzanica, dove sigla al 66' la rete del parziale 3-2.
Durante il calciomercato estivo 2017 decide di trasferirsi al Tavagnacco, avendo così l'opportunità di continuare in Serie A anche per la stagione 2017-2018 e dove ritrova Elisa Polli, sua compagna alla EDP Jesina fino all'anno precedente. Al termine della stagione, con un tabellino di 19 presenze e 3 reti in campionato, alle quali si aggiungono le 4 presenze in Coppa Italia, si svincola dalla società friulana.
Il 30 agosto 2018 viene ufficializzato l'acquisto da parte della Fiorentina. Il tecnico Antonio Cincotta pur impiegandola in diverse occasioni negli incontri di campionato non la inserisce nella rosa delle titolari al contrario della Coppa Italia, dove invece scende in campo nelle quattro partite iniziali. Cincotta non ritene di convocarla né per la Supercoppa né per gli incontri di UEFA Women's Champions League. Il 16 marzo 2019, alla 18ª giornata di campionato, sigla la sua prima rete in maglia viola, portando la sua squadra sul 2-0 all'81' nell'incontro casalingo vinto poi per 3-0 sulle avversarie del Verona.

### Nazionale

#### Nazionali giovanili
Nel febbraio 2018 il selezionatore della formazione Under-19 Enrico Sbardella la convoca per il torneo di La Manga. Dopo la prova ritenuta positiva, Catena viene inserita in rosa nella squadra impegnata nella fase di qualificazione all'Europeo di Svizzera 2018, torneo in cui debutta il 2 aprile 2018, nell'incontro della fase élite vinto dall'Italia per 7-1 sulle avversarie della Russia, condividendo con le compagne il percorso che vede la squadra qualificarsi alla fase finale.

#### Nazionale maggiore
Il 16 febbraio 2023 debutta in nazionale maggiore, partendo da titolare nella gara dell'Arnold Clark Cup persa contro il Belgio (1-2).
Nell'ottobre 2023 viene nuovamente inclusa nella lista delle convocate dal ct Andrea Soncin, in vista di due partite della UEFA Women's Nations League contro Spagna e Svezia.

## Statistiche

### Presenze e reti nei club
Presenze e reti aggiornate al 10 maggio 2025.
| Stagione          | Squadra           | Campionato        | Campionato | Campionato | Coppe nazionali | Coppe nazionali | Coppe nazionali | Coppe continentali | Coppe continentali | Coppe continentali | Altre coppe | Altre coppe | Altre coppe | Totale | Totale |
| Stagione          | Squadra           | Comp              | Pres       | Reti       | Comp            | Pres            | Reti            | Comp               | Pres               | Reti               | Comp        | Pres        | Reti        | Pres   | Reti   |
| ----------------- | ----------------- | ----------------- | ---------- | ---------- | --------------- | --------------- | --------------- | ------------------ | ------------------ | ------------------ | ----------- | ----------- | ----------- | ------ | ------ |
| 2013-2014         | E.D.P. Jesina     | B                 | 3          | 1          | CI              | ?               | ?               | -                  | -                  | -                  | -           | -           | -           | 3      | 1      |
| 2014-2015         | E.D.P. Jesina     | B                 | 20         | 7          | CI              | ?               | ?               | -                  | -                  | -                  | -           | -           | -           | 20     | 7      |
| 2015-2016         | E.D.P. Jesina     | B                 | 13         | 9          | CI              | 1               | 1               | -                  | -                  | -                  | -           | -           | -           | 14     | 10     |
| 2016-2017         | E.D.P. Jesina     | A                 | 17         | 4          | CI              | 1               | 0               | -                  | -                  | -                  | -           | -           | -           | 18     | 4      |
| Totale Jesina     | Totale Jesina     | Totale Jesina     | 53         | 21         |                 | 2+              | 1               |                    | -                  | -                  |             | -           | -           | 55+    | 22     |
| 2017-2018         | Tavagnacco        | A                 | 19         | 3          | CI              | 4               | 0               | -                  | -                  | -                  | -           | -           | -           | 23     | 3      |
| 2018-2019         | Fiorentina        | A                 | 13         | 1          | CI              | 5               | 0               | UWCL               | -                  | -                  | SI          | -           | -           | 18     | 1      |
| 2019-2020         | Fiorentina        | A                 | 3          | 0          | CI              | 0               | 0               | UWCL               | -                  | -                  | SI          | -           | -           | 3      | 0      |
| 2020-2021         | Fiorentina        | A                 | 5          | 0          | CI              | 1               | 0               | UWCL               | -                  | -                  | SI          | -           | -           | 6      | 0      |
| 2021-2022         | Fiorentina        | A                 | 17         | 3          | CI              | 4               | 0               | -                  | -                  | -                  | -           | -           | -           | 21     | 3      |
| 2022-2023         | Fiorentina        | A                 | 21         | 4          | CI              | 1               | 0               | -                  | -                  | -                  | -           | -           | -           | 22     | 4      |
| 2023-2024         | Fiorentina        | A                 | 24         | 7          | CI              | 6               | 2               | -                  | -                  | -                  | -           | -           | -           | 30     | 9      |
| 2024-2025         | Fiorentina        | A                 | 19         | 1          | CI              | 3               | 0               | UWCL               | 4                  | 0                  | SI          | 1           | 0           | 27     | 1      |
| 2025-2026         | Fiorentina        | A                 | -          | -          | CI              | -               | -               | -                  | -                  | -                  | AWC         | -           | -           | -      | -      |
| Totale Fiorentina | Totale Fiorentina | Totale Fiorentina | 101        | 16         |                 | 20              | 2               |                    | 4                  | 0                  |             | 1           | 0           | 126    | 18     |
| Totale carriera   | Totale carriera   | Totale carriera   | 173        | 40         |                 | 25+             | 3               |                    | 4                  | 0                  |             | 1           | 0           | 203+   | 43     |

### Cronologia presenze e reti in nazionale
| Cronologia completa delle presenze e delle reti in nazionale ― Italia | Cronologia completa delle presenze e delle reti in nazionale ― Italia | Cronologia completa delle presenze e delle reti in nazionale ― Italia | Cronologia completa delle presenze e delle reti in nazionale ― Italia | Cronologia completa delle presenze e delle reti in nazionale ― Italia | Cronologia completa delle presenze e delle reti in nazionale ― Italia | Cronologia completa delle presenze e delle reti in nazionale ― Italia | Cronologia completa delle presenze e delle reti in nazionale ― Italia |
| Data                                                                  | Città                                                                 | In casa                                                               | Risultato                                                             | Ospiti                                                                | Competizione                                                          | Reti                                                                  | Note                                                                  |
| --------------------------------------------------------------------- | --------------------------------------------------------------------- | --------------------------------------------------------------------- | --------------------------------------------------------------------- | --------------------------------------------------------------------- | --------------------------------------------------------------------- | --------------------------------------------------------------------- | --------------------------------------------------------------------- |
| 16-2-2023                                                             | Milton Keynes                                                         | Italia                                                                | 1 – 2                                                                 | Belgio                                                                | Arnold Clark Cup 2023                                                 | -                                                                     | 59’                                                                   |
| 22-2-2023                                                             | Bristol                                                               | Corea del Sud                                                         | 1 – 2                                                                 | Italia                                                                | Arnold Clark Cup 2023                                                 | -                                                                     | 56’                                                                   |
| 1-12-2023                                                             | Pontevedra                                                            | Spagna                                                                | 2 – 3                                                                 | Italia                                                                | UEFA Women's Nations League 2023-2024 - Fase a gironi                 | -                                                                     | 54’                                                                   |
| 23-2-2024                                                             | Bagno a Ripoli                                                        | Italia                                                                | 0 – 0                                                                 | Irlanda                                                               | Amichevole                                                            | -                                                                     | 62’                                                                   |
| 27-2-2024                                                             | Algeciras                                                             | Inghilterra                                                           | 5 – 1                                                                 | Italia                                                                | Amichevole                                                            | -                                                                     | 51’                                                                   |
| 31-5-2024                                                             | Oslo                                                                  | Norvegia                                                              | 0 – 0                                                                 | Italia                                                                | Qual. Euro 2025                                                       | -                                                                     | 70’                                                                   |
| Totale                                                                |                                                                       | Presenze                                                              | 6                                                                     |                                                                       | Reti                                                                  | 0                                                                     |                                                                       |

## Palmarès
- Campionato italiano di Serie B: 1

EDP Jesina: 2015-2016